# La canzone del cuore (film 1937)
La canzone del cuore (Die Stimme des Herzens) è un film del 1937, diretto da Karl Heinz Martin.

## Produzione
Il film fu prodotto dalla Bavaria Film.

## Distribuzione
Distribuito dalla Bavaria-Filmverleih e dalla Deutsche Filmvertriebs (DFV), uscì nelle sale cinematografiche tedesche dopo una prima tenuta il 27 marzo 1937 al Gloria-Palast di Berlino.